# Драчково (Могилёвская область)
Дра́чково (бел. Дра́чкава) — деревня в составе Горбовичского сельсовета Чаусского района Могилёвской области Республики Беларусь.

## Население
- 2010 год — 15 человек